# Биков Артем Геннадійович
Артем Геннадійович Биков (біл. Арцём Генадзевіч Быкаў, рос. Артём Геннадьевич Быков, нар. 19 жовтня 1992, Мінськ) — білоруський футболіст, півзахисник клубу «Динамо-Берестя».

## Клубна кар'єра
Розпочав футбольну кар'єру в «Зірку-БДУ», а в 2011 році перейшов до мінського «Динамо», де спочатку грав за дубль. Першу половину сезону 2012 року провів в оренді в «Березі-2010», а після повернення в динамівську команду почав виходити в основному складі клубу.
У сезоні 2013 року закріпився на позицію опорного півзахисника, інколи виходив на поле в стартовому складі. 22 вересня 2013 року наприкінці матчу проти «Німана» відбувся конфлікт між Биковим та Гі Стефаном Есаме, через що Артема на деякий час відсторонили від основного складу. Відразу після повернення, 26 жовтня 2013 року, відзначився першим голом у чемпіонаті, з далекої відстані у ворота «Гомеля».
У сезоні 2014 року залишався основним опорним півзахисником мінчан, іноді граюв на позиції флангового півзахисника. 20 липня 2014 року під час матчу проти берестейського «Динамо» отримав серйозну травми у зіткненні з Любеном Ніколовим, повернувся на поле лише в листопаді 2014 року.
Сезон 2015 року розпочався в основі «Динамо», але не зміг повернути форму після відновлення від травми. У серпні 2015 року «Мінськ» орендував Артема до завершення сезону. У футболці «Мінська» закріпився в основному складі команди на позиції лівого півзахисника. По завершенні сезону повернувся в «Динамо». У сезоні 2016 року більшість часу грав в основі «Динамо», іноді використовувався на позиції центрального захисника. Сезон 2017 року розпочав у центрі півзахисту, згодом виступав на позиції лівого захисника.
У січні 2018 року він продовжив контракт з «Динамо». У серпні 2018 року покинув столичний клуб за згодою сторін й незабаром після цього підписав контракт з «Динамо-Берестя». У складі берестейської команди розпочав грати у стартовому складі.
Сезон 2019 року також розпочав у стартовому складі, але в травні отримав травму й решту частину сезону виходив на поле зрідка. У грудні 2019 року продовжив контракт з «Динамо» на сезон 2020 року.

## Кар'єра в збірній
Виступав за молодіжну збірну Білорусі.
У травні 2014 року отримав перший виклик до національної збірної Білорусі. Дебютував у національній команді 18 травня 2014 року у товариському матчі проти Ірану.
У 2015-2016 роках до збірної не викликався, а 1 червня 2017 року, після тривалої перерви, знову зіграв за збірну, вийшов на поле в другому таймі товариського матчу проти Швейцарії (0:1).

## Статистика виступів
| Клуб              | Сезон | Чемпіонат | Чемпіонат | Чемпіонат |
| Клуб              | Сезон | Дивізіон  | Матчі     | Голи      |
| ----------------- | ----- | --------- | --------- | --------- |
| «Динамо» (Мінськ) | 2015  | Вища ліга | 12        | 1         |
| «Мінськ»          | 2015  | Вища ліга | 10        | 1         |
| «Динамо» (Мінськ) | 2016  | Вища ліга | 20        | 3         |
| «Динамо» (Мінськ) | 2017  | Вища ліга | 29        | 2         |
| «Динамо» (Мінськ) | 2018  | Вища ліга | 15        | 1         |
| «Динамо-Берестя»  | 2018  | Вища ліга | 12        | 2         |

## Досягнення
«Динамо» (Мінськ)
- Білоруська футбольна вища ліга
  -  Чемпіон (1): 2023
  -  Срібний призер (3): 2014, 2015, 2017
  -  Бронзовий призер (2): 2013, 2016

- Кубок Білорусі
  -  Фіналіст (1): 2012/13

«Динамо-Берестя»
- Білоруська футбольна вища ліга
  -  Чемпіон (1): 2019

- Суперкубок Білорусі
  -  Володар (2): 2019, 2020